# Past Lives
Past Lives je čtvrté koncertní album skupiny Black Sabbath. Album živých nahrávky z let 1970–1975. První disk už vyšel v roce 1980 jako Live at Last, ale nepovažuje se[kým?] za oficiální album Black Sabbath. Druhý disk tvoří živé nahrávky pro rádia a televize, které předtím byly dostupné jen na výběrech a kompilacích.
- disk 1: Skladby 1–5: 11. března 1973 na Hardrocku v Manchesteru v Anglii
- disk 1: Skladby 6–9: 16. března 1973 v Rainbow Theatre v Londýně v Anglii
- disk 2: Skladby 1, 5–9: 20. prosince 1970 v Olympic Theatre v Paříži ve Francii
- disk 2: Skladby 2–4: 6. srpna 1975 v Asbury Park Convention Hall v New Jersey

## Seznam skladeb

### Disk 1
| Pořadí | Název                    | Délka |
| ------ | ------------------------ | ----- |
| 1.     | Tomorrow's Dream         | 3:03  |
| 2.     | Sweet Leaf               | 5:26  |
| 3.     | Killing Yourself to Live | 5:29  |
| 4.     | Cornucopia               | 3:57  |
| 5.     | Snowblind                | 4:46  |
| 6.     | Children of the Grave    | 4:33  |
| 7.     | War Pigs                 | 7:36  |
| 8.     | Wicked World             | 18:55 |
| 9.     | Paranoid                 | 3:14  |

### Disk 2
| Pořadí         | Název                    | Délka  |
| -------------- | ------------------------ | ------ |
| 1.             | Hand of Doom             | 8:25   |
| 2.             | Hole in the Sky          | 4:46   |
| 3.             | Symptom of the Universe  | 4:52   |
| 4.             | Megalomania              | 9:53   |
| 5.             | Iron Man                 | 6:25   |
| 6.             | Black Sabbath            | 8:23   |
| 7.             | N.I.B.                   | 5:31   |
| 8.             | Behind the Wall of Sleep | 5:03   |
| 9.             | Fairies Wear Boots       | 6:39   |
| Celková délka: | Celková délka:           | 116:56 |

## Sestava
- Ozzy Osbourne - zpěv
- Tony Iommi - kytara
- Geezer Butler - baskytara
- Bill Ward - bicí